# Бурбон, Луиза Мария Анна де
Луиза Мария Анна де Бурбон (18 ноября 1674, Сен-Жермен-ан-Ле — 15 сентября 1681, Бурбон-л’Аршамбо) — узаконенная дочь короля Франции Людовика XIV и его официальной фаворитки Франсуазы де Монтеспан. Умерла в детстве.

## Жизнь
Луиза Мария Анна де Бурбон родилась в Шато-де-Сен-Жермен-ан-Ле 18 ноября 1674 года. Она была третьей дочерью пары и их пятым ребёнком. Она была узаконена королём-отцом в январе 1676 года в возрасте почти двух лет. Её родители ласково называли её Туту.
Её воспитанием занималась маркиза де Ментенон, которая также заботилась о её старших братьях и сестрах. Они жили в доме, купленном для них их отцом на улице де Вожирар, а затем в пригороде Парижа. Она родилась после официального расставания мадам де Монтеспан и её законного мужа.
После того, как она была узаконена в 1676 году, к ней стали обращаться мадемуазель де Тур. Её обожала старшая сестра Луиза Франсуаза, которая была известна как мадемуазель де Нант.
Она умерла в 1681 году в возрасте шести лет в Париже. Её отец, который был в Фонтенбло, приказал, чтобы его любимая дочь была похоронена в усыпальнице герцогов Бурбонов.
Её мать писала герцогу дю Мэн после смерти дочери:
Я не говорю Вам о моём горе, поскольку Вы слишком добры, чтобы не испытать его на себе. Что касается мадемуазель де Нант, она так глубоко это прочувствовала, как будто ей двадцать лет и ей нанесли визиты королева и мадам ла Дофин.
Её мать была убита горем, но не смогла присутствовать на похоронах ребёнка, которые прошли через четыре дня после её смерти, поскольку участвовала в аресте и заключении герцога Лозена.